# ŽFK Naše Taksi
Der ŽFK Naše Taksi war ein mazedonischer Frauenfußballverein aus Skopje.

## Geschichte
Der Verein wurde am 19. Juli 2010 gegründet. Dadurch erhielten viele Topspielerinnen in Mazedonien die Chance, in einem Verein zu trainieren und Wettkampfpraxis zu sammeln. Gleich in der ersten Saison gelang ihnen das Double des Meister- und Pokalsieges 2010/11. Das Kunststück wiederholten sie in der Saison 2011/12. Kurz darauf gab der Verein die Auflösung bekannt, und viele Spielerinnen wechselten zum ŽFK Biljanini Izvori 2010.

## Erfolge
- Meister der Mazedonischen Frauenliga: 2010/11, 2011/12
- Sieger des Mazedonischen Frauenpokals: 2010/11, 2011/12

## Erfolgreiche Spielerinnen
- Lenche Andreevska
- Shireta Brahimi
- Marjana Naceva
- Gentjana Rochi

## Europapokalspiele
|                                       |          |                      |     |  |  |
| UEFA Women’s Champions League 2011/12 | Gruppe 1 | YB Frauen            | 1:3 |  |  |
|                                       |          | PAOK Thessaloniki    | 1:0 |  |  |
|                                       |          | CS Goliador Chișinău | 6:0 |  |  |
|                                       |          |                      |     |  |  |
| UEFA Women’s Champions League 2012/13 | Gruppe 7 | PAOK Thessaloniki    | 0:1 |  |  |
|                                       |          | MTK Budapest         | 0:8 |  |  |
|                                       |          | Skonto/Ceriba Riga   | 5:2 |  |  |